# Ligidium watanabei
Ligidium watanabei là một loài chân đều trong họ Ligiidae. Loài này được Nunomura miêu tả khoa học năm 2002.